# Luciano Benjamín Menéndez
Luciano Benjamín Menéndez (* 19. Juni 1927 in San Martín; † 27. Februar 2018 in Córdoba) war ein argentinischer General und als Angehöriger der Militärdiktatur (1976–1983) verantwortlich für zahlreiche Verbrechen gegen Oppositionelle.

## Militärische Laufbahn
Menéndez absolvierte das Colegio Militar de la Nación und diente in Córdoba bei der 3. Heeresgruppe, wo er ab 1975 Kampfeinsätze der 5. Infanteriebrigade gegen Guerilla-Gruppen in der Provinz Tucumán leitete. Von September 1975 bis September 1979 war er Kommandant der Heeresgruppe und ordnete die massenhafte Verhaftung von hunderten von Personen an, die der Kollaboration mit der linksgerichteten Guerilla verdächtigt wurden. Bereits zu Beginn der Machtübernahme des Militärs hatte Menéndez angekündigt: "Wir werden 50.000 Menschen töten müssen. 25.000 Subversive, 20.000 Sympathisanten und wir werden 5.000 Fehler machen."
Ende 1979 wurde Menéndez nach einer von ihm inszenierten Revolte aufgrund von Auseinandersetzungen mit dem damaligen Chef der Junta, Roberto Eduardo Viola, abgesetzt und entlassen. Menéndez hatte sich insbesondere der angeordneten Entlassung des Journalisten Jacobo Timerman aus dem Militärgefängnis widersetzt.

## Strafverfolgung
Nach dem Ende der Militärdiktatur wurde Menéndez für Entführung und teilweise Ermordung von mindestens 800 Menschen zur Verantwortung gezogen. Als Kommandeur wurde das Gesetz über die Gehorsamspflicht (Ley de Obediencia Debida) für ihn nicht angewendet und Klagen wegen Mord, Folter und Entführung erhoben. Die meisten Anklagen wurden jedoch aufgrund des Schlussstrichgesetzes (Ley de Punto Final) 1987 fallen gelassen. Für die verbleibenden Anklagepunkte wurde er 1990 von Präsident Carlos Menem noch vor Beginn des Prozesses begnadigt.
Die Gesetze zur Aussetzung der Strafverfolgung wurden 2005 vom argentinischen Parlament für unwirksam erklärt und die Begnadigungen wenig später aufgehoben. In den späteren Prozessen wurde Menéndez 2006 und 2008 (für die Ermordung von vier politischen Aktivisten) jeweils zu lebenslangen Haftstrafen verurteilt. Am 8. Juli 2010 erhielt er wegen Verbrechen gegen die Menschlichkeit erneut, zum insgesamt vierten Mal, eine lebenslange Haftstrafe. Das Urteil aus dem Jahr 2008 wurde auch vom Appellationsgerichtshof bestätigt. Er blieb bis zu seinem Tod in Haft.